# Laetilia
Laetilia is een geslacht van vlinders van de familie snuitmotten (Pyralidae), uit de onderfamilie Phycitinae.

## Soorten
- L. amphimetra Meyrick, 1939
- L. coccidivora Comstock, 1879
- L. ephestiella Ragonot, 1887
- L. fiskeella Dyar, 1904
- L. glomis Dyar, 1914
- L. hebraica de Joannis, 1927
- L. loxogramma (Staudinger, 1870)
- L. melanostathma Meyrick, 1937
- L. myersella Dyar, 1910
- L. obscura Dyar, 1918
- L. portoricensis Dyar, 1915
- L. zamacrella Dyar, 1925